# Peringandoor
Peringandoor es una ciudad censal situada en el distrito de Thrissur en el estado de Kerala (India). Su población es de 5577 habitantes (2011).

## Demografía
Según el censo de 2011 la población de Peringandoor era de 5577 habitantes, de los cuales 2646 eran hombres y 2931 eran mujeres. Peringandoor tiene una tasa media de alfabetización del 90,37%, inferior a la media estatal del 94%: la alfabetización masculina es del 90,38%, y la alfabetización femenina del 90,37%.